# اولگ پروتوپوپوف
اولگ پروتوپوپوف (روسی: Оле́г Алексе́евич Протопо́пов؛ زادهٔ ۱۶ ژوئیهٔ ۱۹۳۲) اسکیت‌باز نمایشی اهل روسیه است.